# Alopia glorifica
Espèce
Synonymes
- Alopia (Alopia) glorifica
- Clausilia glorifica Charpentier, 1852

Alopia glorifica est une espèce de petits gastéropodes terrestres de la famille des Clausiliidae qui se rencontre en Roumanie.

## Liste des sous-espèces
Selon GBIF (29 mars 2023) :
- Alopia glorifica boettgeri M.von Kimakowicz, 1883
- Alopia glorifica deceptans Deli & Szekeres, 2011
- Alopia glorifica elegantissima H.Nordsieck, 1977
- Alopia glorifica galbina R.von Kimakowicz, 1943
- Alopia glorifica glorifica (Charpentier, 1852)
- Alopia glorifica intercedens (A.Schmidt, 1857)
- Alopia glorifica magnifica R.Kimakowicz, 1962
- Alopia glorifica sarkanyi Szekeres, 2007
- Alopia glorifica subita (M.Kimakowicz, 1894)
- Alopia glorifica valachiensis O.Boettger, 1879
- Alopia glorifica valeriae Szekeres, 2007
- Alopia glorifica vranceana Grossu, 1967

## Systématique
Le nom valide complet (avec auteur) de ce taxon est Alopia glorifica (Charpentier, 1852).
L'espèce a été initialement classée dans le genre Clausilia sous le protonyme Clausilia glorifica Charpentier, 1852.
Alopia glorifica a pour synonyme :
- Alopia glorifica (Charpentier, 1852)

## Publication originale
- Jean de Charpentier, « Essai d'une classification naturelle des Clausilies », Journal de Conchyliologie, vol. 3, p. 357-408, 1852, Pl. 11, Paris (lire en ligne).